# Десницкий, Андрей Сергеевич
Андре́й Серге́евич Десни́цкий (род. 21 августа 1968, Москва, РСФСР, СССР) — российский учёный-библеист, филолог, историк, переводчик, публицист, писатель, лектор. Доктор филологических наук (2010), профессор РАН (2016).

## Биография
Родился 21 августа 1968 года в Москве в семье актёра С. Г. Десницкого.
В 1985 году окончил московскую среднюю школу № 31, а в 1992 году — классическое отделение филологического факультета МГУ имени М. В. Ломоносова.
С 1987 по 1989 годы служил в рядах Советской армии (в тот период отсрочка студентам от призыва была отменена).
С 1992 по 1993 годы благодаря игумену Иннокентию (Павлову) обучался библейскому переводу в Амстердамском свободном университете.
С 1994 по 2022 год работал в Институте востоковедения РАН, где с 1999 года был научным сотрудником Отдела истории и культуры Древнего Востока.
В 1997 году в Институте востоковедения под научным руководством кандидата филологических наук М. Г. Селезнёва защитил диссертацию на соискание учёной степени кандидата филологических наук по теме «Переводческая техника Септуагинты в контексте эволюции эллинистической поэтики: Анализ песен и благословений Пятикнижия». Официальные оппоненты — доктор филологических наук В. М. Живов и кандидат филологических наук Д. Е. Афиногенов. (Специальность — 10.01.06 «Литературы народов Азии и Африки»). Ведущая организация — Институт мировой литературы РАН.
С 1999 года работает также в Институте перевода Библии в Стокгольме, где консультирует переводчиков Священного Писания на языки бывшего Советского Союза.
В 2010 году в Институте востоковедения защитил диссертацию на соискание учёной степени доктора филологических наук по теме «Характер и функции параллелизма в библейских текстах». Официальные оппоненты — доктора филологических наук, профессор Е. М. Верещагин и доцент Т. Ф. Теперик, а также доктор исторических наук Н. В. Брагинская. Ведущая организация — Институт стран Азии и Африки МГУ имени М. В. Ломоносова. (Специальность 10.01.03 — Литература народов стран зарубежья (литературы народов стран Азии))
Учёным опубликовано несколько книг и более пятидесяти научных статей (без учёта публицистики). С 1983 по 2017 годы перевёл на русский язык (новый перевод) ряд книг Библии (Нового завета).
Выступает с публичными лекциями о Библии. Преподавал в созданном в 2020 году «Свободном университете».
В феврале 2022 года подписал открытое письмо российских учёных и научных журналистов с осуждением вторжения России на Украину и призывом вывести российские войска с украинской территории. Эмигрировал в Литву. С ноября 2022 года работал на филологическом факультете Вильнюсского университета, однако в августе 2023 был уволен из-за статьи 2012 года о советской аннексии стран Балтии.

## Премии и награды
В 2018 году стал лауреатом публицистической премии «ЛибМиссия» в номинации «Публицистика» за крупный цикл содержательных публикаций в СМИ — "за серию публикаций на порталах «Газета.ру», «Предание», Republic, «Русский пионер» и «Гефтер»".

## Семья
- Отец — Сергей Десницкий, российский драматический актёр МХАТ.
- Мать — Светлана Степановна Десницкая (1940—2009), филолог, преподаватель русского языка, позднее работала редактором в Фотохронике ТАСС.
- Жена — Ася Штейн, филолог, в браке с 1986 года. Преподавала мировую литературу в Лицее № 1553 им. В. И. Вернадского. В 2014 году выступила инициатором от года к году всё более популярной акции «Дети вместо цветов», предполагающей, вместо традиционной покупки букетов для учителей ко Дню знаний 1 сентября, жертвование соответствующих средств на лечение и реабилитацию тяжелобольных детей[11].
  - Дочь — Анна (род. 1987), окончила Университет печати по специальности «книжная графика», иллюстратор книг.
    - Внук/внучки — Борис (род. 2012), Нина (2015), Александра (2020).

  - Дочь — Дарья (род. 1991), окончила Щепкинское театральное училище, актриса Театра на Таганке.
    - Внук — Николай (2014).

  - Сын — Сергей (род. 1999).